# Margaret Street
Margaret Street est une rue de Londres.

## Situation et accès

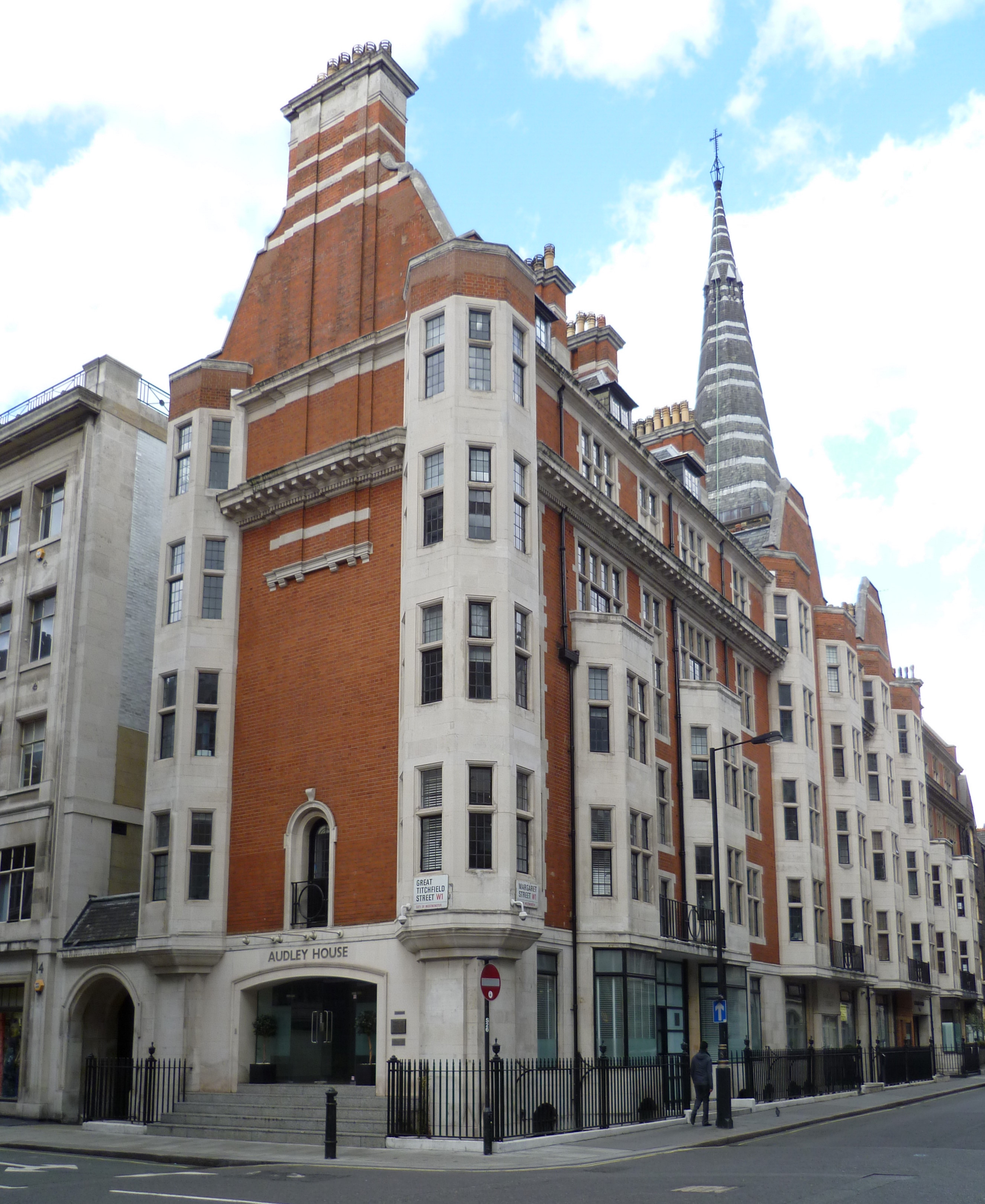
Audley House, à l’angle de Margaret Street et de Great Titchfield Street.

Cette place rue situe dans le quartier de Marylebone pour sa partie ouest et dans celui de Fitzrovia pour sa partie est. Longue de 450 mètres, elle débute à la hauteur de Cavendish Square et finit à Wells Street.
La station de métro la plus proche est Oxford Circus, desservie par les lignes  Bakerloo  Central  Victoria.

## Origine du nom

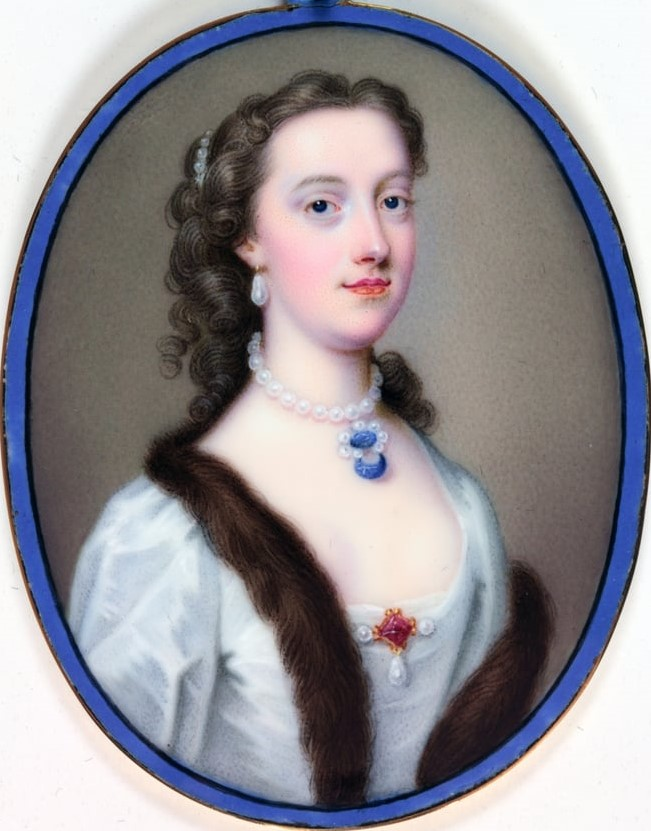
Margaret Cavendish Harley.

La rue est aménagée sur un terrain appartenant à Edward Harley, 2e comte d’Oxford (1689-1741), et prend le nom de sa fille Lady Margaret Cavendish Harley. 

## Historique
La rue est aménagée en 1730. 

## Bâtiments remarquables et lieux de mémoire
- No 7 : Église All Saints, bâtiment classé de grade I (1850).
- Nos 9-12 : Audley House (1907)[2].